# Oingt
Oingt is een plaats en was een gemeente in het Franse departement Rhône in de regio Auvergne-Rhône-Alpes. De plaats telt 569 inwoners (2005) en is lid van Les Plus Beaux Villages de France. De plaats maakt deel uit van het arrondissement Villefranche-sur-Saône.

## Geschiedenis
Op 1 januari 2017 ging de gemeente samen met de andere gemeenten Le Bois-d'Oingt en Saint-Laurent-d'Oingt op in de commune nouvelle Val d'Oingt.

## Geografie
De oppervlakte van Oingt bedraagt 3,9 km², de bevolkingsdichtheid is 145,9 inwoners per km².
De onderstaande kaart toont de ligging van Oingt met de belangrijkste infrastructuur en aangrenzende gemeenten.

## Demografie
Onderstaande figuur toont het verloop van het inwonertal (bron: INSEE-tellingen).

## Zustergemeente
- Presberg, stadsdeel van Rüdesheim am Rhein, Hessen, Duitsland

Le Bois-d'Oingt · Oingt · Saint-Laurent-d'Oingt
(Sortering op regio > departement (vet) > gemeente)